# Дамский мастер
«Дамский мастер» — рассказ И. Грековой (под этим псевдонимом писала Е. С. Вентцель).
Написан в 1963 году, одно из первых произведений автора — за год до этого она дебютировала рассказом «За проходной» (1962). Рассказ «Дамский мастер» впервые опубликован в журнале «Новый мир» (1963, № 11).

## Содержание
Героиня рассказа — женщина средних лет, одна воспитывающая двоих сыновей-студентов, поругавшись дома (не убрано, не приготовлено, не сделаны дела, нет помощи по хозяйству, нет заботы) уходит... в парикмахерскую. Там она погружается в другую жизнь с её проблемами (дефицит, дефицит обслуживания — двадцать женщин на одного парикмахера, дефицит времени, дефицит понимания, дефицит общения, борьба с этим дефицитом неэтичными методами — блат, знакомства, кто-то терпит это, у героини — приступ ощущений безысходности), всё это вызывает её протест: «Дайте жалобную книгу!» Действительность в лице администрации парикмахерской гасит этот бунт без особых эмоций, как-то даже лениво: «Обслужить и её вне очереди!» «Да разве я об этом?!» Всё снова погружается в дремоту...
Героиня переносится в мечты — уехать, уехать туда, где природа, трава по шею, зелёная, густая, чистая, с султанами. На улицах птицы поют. А по тротуарам — математики, физики, очкастые, бородатые, молодые, весёлые...
Неожиданно ей действительно предлагают обслуживание без очереди, но у мастера-стажёра Виталия, который не гарантирует ей качество работы. Героиня соглашается, работа ему удаётся, и героиня становится постоянной клиенткой Виталия.
Героиня занимает высокую должность, она — директор НИИ счётных машин. Через некоторое время она рекомендует Виталия своей секретарше — Гале. И Виталий сделал из неё не просто хорошенькую девушку, а именно красавицу. Тяжелые, густые, как льющийся мёд, темно-золотые волосы текли вокруг головы — иначе не скажешь. Галя также становится его постоянной клиенткой и с каждой новой прической у неё было новое лицо, и с каждым разом она казалась счастливее... и вскоре влюбилась в Виталия. Однако того она интересует только как объект приложения парикмахерского мастерства. Героиня рассказа пытается поговорить с Виталием о Гале, обсуждается и главный вопрос — что такое любовь? Трудно, но героиня постаралась объяснить это чувство Виталию. Он подумал и сказал, что Галю он не любит.
Со временем Виталий вызывает зависть коллег, его вынуждают уйти из парикмахерской и он поступает на работу на завод учеником слесаря.
При очень простом сюжете рассказа автор показывает яркие внутренние переживания героев — и молодых, только вступающих в жизнь, и уже состоявшихся людей, делая понятнее их жизненные проблемы и поведение в различных жизненных ситуациях.

## Факты
Рассказ написан на основе реальных событий, но автор переменила реальный финал. В жизни герой действительно ушёл на завод, но через полгода вернулся в парикмахерскую. Оказалось, что на заводе мастер брал с него взятки.
На одной из читательских конференций Е. С. спросили: «У вас тоже двое сыновей? И ваши отношения с сыновьями такие, как в рассказе? Это с натуры списано?» — «Да, примерно…» — «Тогда я вам завидую от всей души»

## Критика
- В. А. Фальков и Л. М. Цилевич «Сюжет и композиция рассказа И. Грековой „Дамский мастер“». Сборник «Вопросы сюжетосложения». Рига, 1969. Вып. 1.
- В. Лакшин «Писатель, читатель, критик». Новый мир. 1966. № 8.

Внимание читателей и критиков привлекли рассказы Грековой «За проходной» (1962; на его основе совместно с А. Галичем написала комедию «Будни и праздники», 1967) и «Дамский мастер» (1963), в которых традиционный для отечественной словесности психологизм и сплетение нравственной и «деловой» проблематики обогащены точным ощущением настоящего дня, свежестью спокойного, четкого и ироничного письма, актуальным для «городской» прозы 1960—1970-х годов заострением повседневных жизненных коллизий «рядового» человека.— Энциклопедия Кругосвет
```

```

...из всего этого богатства В. Лакшин только и заметил, что рассказ «Дамский мастер», рассказ А. Солженицына «Матрёнин двор» и повесть В. Сёмина «Семеро в одном доме». — Ал. Дымшиц «Литературная критика и чувство жизни» 